# Systenoplacis howelli
Systenoplacis howelli là một loài nhện trong họ Zodariidae.
Loài này thuộc chi Systenoplacis. Systenoplacis howelli được Rudy Jocqué miêu tả năm 2009.